# Evelyn Pinching
Evelyn Amy Pinching (* 18. März 1915 in Norwich; † 24. Dezember 1988 in Westminster, London) war eine britische Skirennläuferin.
Als Mitglied des von Arnold Lunn gegründeten „Ladies' Ski Club“ im schweizerischen Mürren feierte Pinching erste Erfolge bei den Arlberg-Kandahar-Rennen. 1934 wurde sie in St. Anton Zweite im Slalom und 1935 in Mürren ebenfalls Zweite im Slalom und in der Kombination. An gleicher Stelle belegte sie bei den Weltmeisterschaften 1935 zwei vierte und einen fünften Platz.
Bei den Weltmeisterschaften 1936 in Innsbruck wurde sie dann zweifache Weltmeisterin in der Abfahrt und in der Kombination. Im Slalom errang sie hinter der österreichischen Läuferin Gerda Paumgarten die Silbermedaille. 1937 gewann Evelyn Pinching die Hahnenkammabfahrt in Kitzbühel.
Die Trophäe des britischen Skiverbandes für die Meisterin im Slalom ist nach ihr Evie Pinching Salver benannt.

## Erfolge

### Olympische Spiele
- Garmisch-Partenkirchen 1936: 9. Kombination

### Weltmeisterschaften
- Mürren 1935: 4. Abfahrt, 5. Slalom, 5. Alpine Kombination
- Innsbruck 1936: 1. Abfahrt, 2. Slalom, 1. Kombination